# Mariya Shubina
Mariya Timofeyevna Shubina (en russe : Мария Тимофеевна Шубина), née le 8 mai 1930 à Protosovo (RSFS de Russie, URSS) et morte le 20 avril 2025 à Volgograd (Russie), est une kayakiste soviétique, championne olympique et quadruple championne du monde de sa discipline. En activité dans les années 1950 et 1960, elle pratique la course en ligne.

## Palmarès

### Jeux olympiques
- Jeux olympiques de 1960 à Rome :
  -  Médaille d'or en K-2 500 m avec Antonina Seredina.

### Championnats du monde
- Championnats du monde de course en ligne de canoë-kayak de 1958 à Prague :
  -  Médaille d'or en K-2 500 m (avec Nina Gruzintseva)

- Championnats du monde de course en ligne de canoë-kayak de 1963 à Jajce :
  -  Médaille d'or en K-1 500 m
  -  Médaille d'or en K-4 500 m (avec Lioudmila Khvedossiouk, Antonina Seredina et Valentina Bizak)
  -  Médaille d'argent en K-2 500 m (avec Lioudmila Khvedossiouk)

- Championnats du monde de course en ligne de canoë-kayak de 1966 à Berlin-Est :
  -  Médaille d'or en K-4 500 m (avec Lioudmila Khvedossiouk, Antonina Seredina et Nadejda Levtchenko)
  -  Médaille d'argent en K-2 500 m (avec Antonina Seredina)

### Championnats d'Europe
- Championnats d'Europe de course en ligne de canoë-kayak 1959 à Duisbourg :
  -  Médaille d'argent en K-2 500 m (avec Nina Gruzintseva)

- Championnats d'Europe de course en ligne de canoë-kayak 1963 à Jajce :
  -  Médaille d'or en K-1 500 m
  -  Médaille d'or en K-4 500 m (avec Lioudmila Khvedosyuk, Antonina Seredina et Valentina Bizak)
  -  Médaille d'argent en K-2 500 m (avec Lioudmila Khvedossiouk)

- Championnats d'Europe de course en ligne de canoë-kayak 1965 à Bucarest :
  -  Médaille d'or en K-1 500 m
  -  Médaille d'or en K-4 500 m (avec Lioudmila Khvedossiouk, Antonina Seredina et Nadejda Levtchenko)

- Championnats d'Europe de course en ligne de canoë-kayak 1967 à Duisbourg :
  -  Médaille d'or en K-4 500 m (avec Lioudmila Khvedossiouk, Antonina Seredina et Nadejda Levtchenko)